# Sẻ sao
Sẻ sao (danh pháp hai phần: Neochmia ruficauda) là một loài chim thuộc họ Chim di ở châu Phi. Sẻ sao phân bố ở Úc.

## Phân loài
Sẻ sao có các phân loài sau:
- N. r. subclarescens
- N. r. clarescens
- N. r. ruficauda